# Kappa (företag)

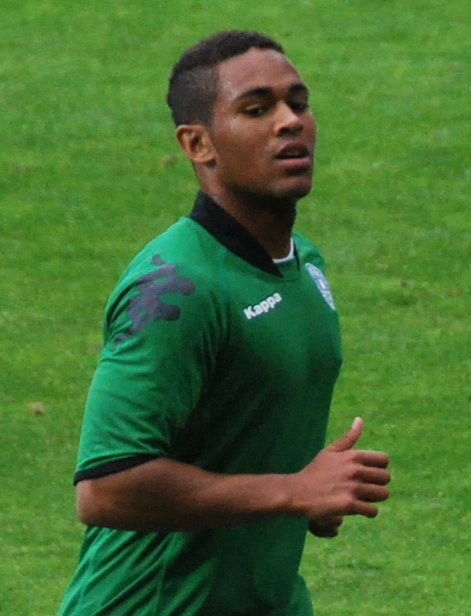
Viborg FF:s matchtröja från Kappa.

Kappa är en italiensk tillverkare av sportutrustning. Kappa har producerat tröjor till storlag som Botafogo, AS Roma, SSC Napoli, Real Betis, Leeds United och många fler. Kappa har blivit ett viktigt märke för bland annat Romasupportrar eftersom det var med Kappatröjor man vann Italienska mästerskapen 2001.
Kappa har under senare år profilerat sig genom sina tajta fotbollströjor. Kappa sponsrar en rad klubb- och landslag runt om i världen, bland andra danska FC Köpenhamn.

## Loggan

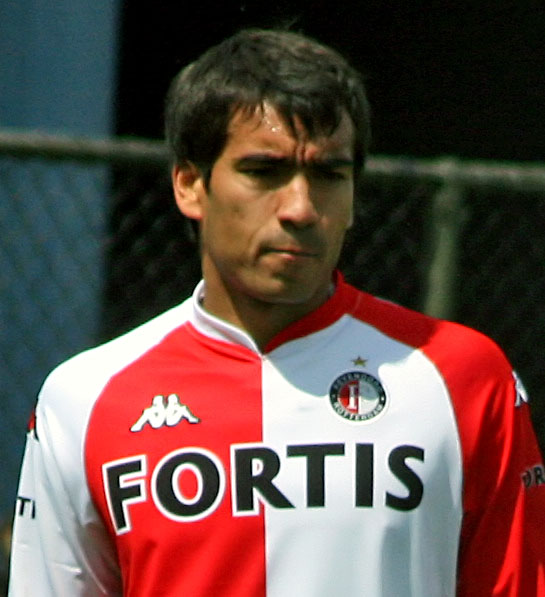
Kappas logga föreställer en man och en kvinna som sitter med ryggarna lutande mot varandra.

## Historia
Kappa grundades i Turin 1916. Tidigare hade företaget namn Società Anonima Calzificio Torinese. Företagets första produkter var strumpor och underkläder. På 60-talet bytte företaget namnet på Kappa. Från 70-talet producerar företaget sportkläder. Företagets logotyp är silhuetter av en kille och en tjej som sitter tillbaka rygg mot rygg.

## Varumärken
- Kappa
- Robe di Kappa
- Jesus Jeans
- Superga
- K-Way